# Liste des cantons du Lot

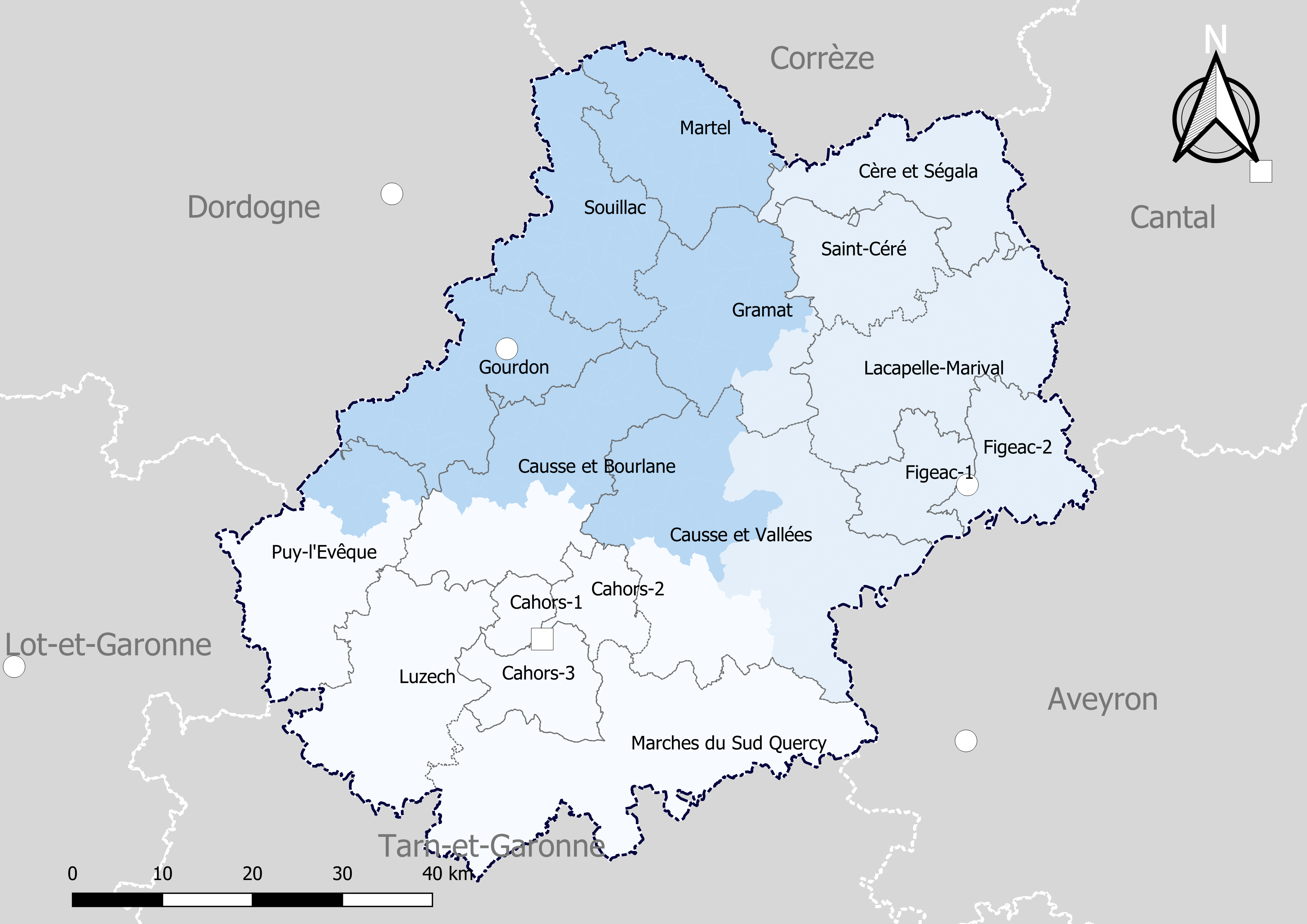
Découpage cantonal du département du Lot, avec en surimpression les arrondissements (en nuances de bleu) - Carte arrêtée au 1er janvier 2019.

Le département du Lot compte 17 cantons à la suite du redécoupage cantonal de 2014. Auparavant ce nombre était de 31.

## Histoire

### Découpage cantonal antérieur à 2015
Liste des 31 cantons du Lot, par arrondissement :
| Arrondissement de Cahors (13 cantons) | Canton de Cahors-Nord-Est - Canton de Cahors-Nord-Ouest - Canton de Cahors-Sud - Canton de Castelnau-Montratier - Canton de Catus - Canton de Cazals - Canton de Lalbenque - Canton de Lauzès - Canton de Limogne-en-Quercy - Canton de Luzech - Canton de Montcuq - Canton de Puy-l'Évêque - Canton de Saint-Géry |
| Arrondissement de Figeac (9 cantons)  | Canton de Bretenoux - Canton de Cajarc - Canton de Figeac-Est - Canton de Figeac-Ouest - Canton de Lacapelle-Marival - Canton de Latronquière - Canton de Livernon - Canton de Saint-Céré - Canton de Sousceyrac                                                                                                   |
| Arrondissement de Gourdon (9 cantons) | Canton de Gourdon - Canton de Gramat - Canton de Labastide-Murat - Canton de Martel - Canton de Payrac - Canton de Saint-Germain-du-Bel-Air - Canton de Salviac - Canton de Souillac - Canton de Vayrac |

### Redécoupage cantonal de 2014
Dans la poursuite de la réforme territoriale engagée en 2010, l'Assemblée nationale adopte définitivement le 17 avril 2013 la réforme du mode de scrutin pour les élections départementales destinée à garantir la parité hommes/femmes. Les lois (loi organique 2013-402 et loi 2013-403) sont promulguées le 17 mai 2013. Un nouveau découpage territorial est défini par décret du 13 février 2014 pour le département du Lot. Celui-ci entre en vigueur lors du premier renouvellement général des assemblées départementales suivant la publication du décret, soit en mars 2015. Les conseillers départementaux sont élus au scrutin majoritaire binominal mixte. Les électeurs de chaque canton éliront au Conseil départemental, nouvelle appellation des Conseils généraux, deux membres de sexe différent, qui se présenteront en binôme de candidats. Les conseillers départementaux seront élus pour 6 ans au scrutin binominal majoritaire à deux tours, l'accès au second tour nécessitant 10 % des inscrits au 1er tour. En outre la totalité des conseillers départementaux est renouvelée.
Ce nouveau mode de scrutin nécessite un redécoupage des cantons dont le nombre est divisé par deux avec arrondi à l'unité impaire supérieure si ce nombre n'est pas entier, et avec des conditions de seuils minimaux. Dans le Lot le nombre de cantons passe ainsi de 31 à 17.
Les critères du remodelage cantonal sont les suivants : le territoire de chaque canton doit être défini sur des bases essentiellement démographiques, le territoire de chaque canton doit être continu et les communes de moins de 3 500 habitants sont entièrement comprises dans le même canton. Il n’est fait référence, ni aux limites des arrondissements, ni à celles des circonscriptions législatives.
Conformément à de multiples décisions du Conseil constitutionnel depuis 1985 et notamment sa décision no 2010-618 DC du 9 décembre 2010, il est admis que le principe d’égalité des électeurs au regard des critères démographiques est respecté lorsque le ratio conseiller/habitant de la circonscription est compris dans une fourchette de 20 % de part et d'autre du ratio moyen conseiller/habitant du département. Pour le département du Lot, la population de référence est la population légale en vigueur au 1er janvier 2013, à savoir la population millésimée 2010, soit 174 578 habitants. Avec 17 cantons la population moyenne par conseiller départemental est de 10 269 habitants. Ainsi la population de chaque nouveau canton doit-elle être comprise entre 8 215 habitants et 12 323 habitants pour respecter le principe de l'égalité citoyenne au vu des critères démographiques.

### Carte du découpage cantonal

Liste des cantons
1- Cahors-1, 2- Cahors-2, 3- Cahors-3, 4- Causse et Bouriane, 5- Causse et Vallées, 6- Cère et Ségala, 7- Figeac-1, 8- Figeac-2, 9- Gourdon, 10- Gramat, 11- Lacapelle-Marival, 12- Luzech, 13- Marches du Sud-Quercy, 14- Martel, 15- Puy-l'Évêque, 16- Saint-Céré, 17- Souillac

## Composition actuelle

### Composition détaillée
| N° | Nom du Canton         | Bureau centralisateur | Population     | Nombre de communes      | Communes composant le canton | Localisation dans le département |
| -- | --------------------- | --------------------- | -------------- | ----------------------- | --- | -------------------------------- |
| 1  | Cahors-1              | Cahors                | 11 793 (2022)  | 2 + fraction de Cahors  | 1° Les communes suivantes : Mercuès, Pradines. 2° La partie de la commune de Cahors située à l'ouest d'une ligne définie par l'axe des voies et limites suivantes : depuis la limite territoriale de la commune de Trespoux, route de Trespoux, côte de Roquebilière, route de Lacapelle, cours du Lot jusqu'au pont Valentré, rue du Président-Wilson, rue Jean-François-Caviole, rue Émile-Zola, rue René-Villars, place des Consuls, côte des Évêques, jusqu'au giratoire marquant le début de la route de Figeac, cours du Lot, jusqu'à la limite territoriale de la commune de Bellefont-La Rauze. |                                  |
| 2  | Cahors-2              | Cahors                | 9 075 (2022)   | 3 + fraction de Cahors  | 1° Les communes suivantes : Arcambal, Bellefont-La Rauze, Lamagdelaine. 2° La partie de la commune de Cahors située à l'est et au nord d'une ligne définie par l'axe des voies et limites suivantes : depuis la limite territoriale de la commune de Laroque-des-Arcs, cours du Lot, jusqu'au giratoire marquant le début de la côte des Évêques, côte des Évêques, place des Consuls, rue René-Villars, rue Émile-Zola, rue Jean-François-Caviole, rue du Président-Wilson, boulevard Léon-Gambetta, rue du Maréchal-Joffre, place Jean-Jacques-Chapou, rue Saint-James, quai Champollion, pont de Cabessut, rue des Jacobins, avenue du Maquis, avenue des F.-T.-P.-F.-et-du-8e-Régiment-d'Infanterie, route de Villefranche, jusqu'à la limite territoriale de la commune d'Arcambal. |                                  |
| 3  | Cahors-3              | Cahors                | 11 361 (2022)  | 5 + fraction de Cahors  | 1° Les communes suivantes : Cieurac, Flaujac-Poujols, Labastide-Marnhac, Le Montat, Trespoux-Rassiels. 2° La partie de la commune de Cahors non comprise dans les cantons de Cahors-1 et de Cahors-2. |                                  |
| 4  | Causse et Bouriane    | Espère                | 10 001 (2022)  | 30                      | Boissières, Calamane, Catus, Concorès, Crayssac, Espère, Francoulès, Frayssinet, Gigouzac, Ginouillac, Labastide-du-Vert, Lamothe-Cassel, Maxou, Mechmont, Montamel, Montfaucon, Montgesty, Nuzéjouls, Peyrilles, Pontcirq, Saint-Chamarand, Saint-Denis-Catus, Saint-Germain-du-Bel-Air, Saint-Médard, Saint-Pierre-Lafeuille, Séniergues, Soucirac, Thédirac, Ussel, Uzech. |                                  |
| 5  | Causse et Vallées     | Cajarc                | 9 607 (2022)   | 44                      | Berganty, Blars, Bouziès, Brengues, Cabrerets, Cadrieu, Cajarc, Calvignac, Caniac-du-Causse, Carayac, Cénevières, Cœur-de-Causse, Cras, Crégols, Esclauzels, Espagnac-Sainte-Eulalie, Espédaillac, Frontenac, Gréalou, Grèzes, Larnagol, Larroque-Toirac, Lauzès, Lentillac-du-Causse, Lunegarde, Marcilhac-sur-Célé, Montbrun, Nadillac, Orniac, Les Pechs du Vers, Puyjourdes, Quissac, Sabadel-Lauzès, Saint-Chels, Saint-Cirq-Lapopie, Saint Géry-Vers, Saint-Jean-de-Laur, Saint-Martin-Labouval, Saint-Pierre-Toirac, Saint-Sulpice, Sauliac-sur-Célé, Sénaillac-Lauzès, Soulomès, Tour-de-Faure. |                                  |
| 6  | Cère et Ségala        | Biars-sur-Cère        | 10 253 (2022)  | 17                      | Belmont-Bretenoux, Biars-sur-Cère, Bretenoux, Cahus, Cornac, Estal, Gagnac-sur-Cère, Gintrac, Girac, Glanes, Laval-de-Cère, Prudhomat, Puybrun, Saint-Michel-Loubéjou, Sousceyrac-en-Quercy, Tauriac, Teyssieu. |                                  |
| 7  | Figeac-1              | Figeac                | 10 517 (2022)  | 11 + fraction de Figeac | 1° Les communes suivantes : Béduer, Boussac, Cambes, Camboulit, Camburat, Corn, Faycelles, Fons, Fourmagnac, Lissac-et-Mouret, Planioles. 2° La partie de la commune de Figeac située à l'ouest d'une ligne définie par l'axe des voies et limites suivantes : depuis la limite territoriale sud de la commune de Planioles au lieu-dit Bournazel, route départementale 19, avenue Julien-Bailly, rue de Colomb, place Champollion, place Carnot, rue Gambetta, cours du Célé, jusqu'à la limite territoriale de la commune de Béduer. |                                  |
| 8  | Figeac-2              | Figeac                | 10 437 (2022)  | 13 + fraction de Figeac | 1° Les communes suivantes : Bagnac-sur-Célé, Capdenac, Cuzac, Felzins, Lentillac-Saint-Blaise, Linac, Lunan, Montredon, Prendeignes, Saint-Félix, Saint-Jean-Mirabel, Saint-Perdoux, Viazac. 2° La partie de la commune de Figeac non comprise dans le canton de Figeac-1. |                                  |
| 9  | Gourdon               | Gourdon               | 11 672 (2022)  | 18                      | Anglars-Nozac, Cazals, Dégagnac, Gindou, Gourdon, Lavercantière, Léobard, Marminiac, Milhac, Payrignac, Rampoux, Rouffilhac, Saint-Cirq-Madelon, Saint-Cirq-Souillaguet, Saint-Clair, Saint-Projet, Salviac, Le Vigan. |                                  |
| 10 | Gramat                | Gramat                | 8 524 (2022)   | 17                      | Albiac, Alvignac, Bio, Carlucet, Couzou, Durbans, Flaujac-Gare, Gramat, Issendolus, Lavergne, Le Bastit, Miers, Padirac, Reilhac, Rignac, Rocamadour, Thégra. |                                  |
| 11 | Lacapelle-Marival     | Lacapelle-Marival     | 8 784 (2022)   | 32                      | Anglars, Assier, Bessonies, Le Bourg, Le Bouyssou, Cardaillac, Espeyroux, Gorses, Issepts, Labastide-du-Haut-Mont, Labathude, Lacapelle-Marival, Latronquière, Lauresses, Livernon, Montet-et-Bouxal, Reyrevignes, Rudelle, Rueyres, Sabadel-Latronquière, Saint-Bressou, Saint-Cirgues, Saint-Hilaire, Saint-Maurice-en-Quercy, Saint-Médard-Nicourby, Saint-Simon, Sainte-Colombe, Sénaillac-Latronquière, Sonac, Terrou, Thémines, Théminettes. |                                  |
| 12 | Luzech                | Luzech                | 10 047 (2022)  | 17                      | Albas, Anglars-Juillac, Barguelonne-en-Quercy, Bélaye, Caillac, Cambayrac, Carnac-Rouffiac, Castelfranc, Douelle, Lendou-en-Quercy, Luzech, Montcuq-en-Quercy-Blanc, Montlauzun, Parnac, Saint-Vincent-Rive-d'Olt, Sauzet, Villesèque. |                                  |
| 13 | Marches du Sud-Quercy | Castelnau-Montratier  | 12 294 (2022)  | 25                      | Aujols, Bach, Beauregard, Belfort-du-Quercy, Belmont-Sainte-Foi, Castelnau-Montratier, Cézac, Concots, Cremps, Escamps, Fontanes, Laburgade, Lalbenque, Laramière, Lhospitalet, Limogne-en-Quercy, Lugagnac, Montdoumerc, Pern, Promilhanes, Saillac, Saint-Paul-Flaugnac, Varaire, Vaylats, Vidaillac. |                                  |
| 14 | Martel                | Martel                | 10 185 (2022)  | 16                      | Baladou, Bétaille, Carennac, Cavagnac, Condat, Cressensac-Sarrazac, Creysse, Cuzance, Floirac, Martel, Montvalent, Saint-Denis-lès-Martel, Saint-Michel-de-Bannières, Strenquels, Vayrac, Le Vignon-en-Quercy. |                                  |
| 15 | Puy-l'Évêque          | Puy-l'Évêque          | 11 525 (2022)  | 25                      | Les Arques, Cassagnes, Duravel, Floressas, Frayssinet-le-Gélat, Goujounac, Grézels, Les Junies, Lacapelle-Cabanac, Lagardelle, Lherm, Mauroux, Montcabrier, Montcléra, Pescadoires, Pomarède, Porte-du-Quercy, Prayssac, Puy-l'Évêque, Saint-Caprais, Saint-Martin-le-Redon, Sérignac, Soturac, Touzac, Vire-sur-Lot. |                                  |
| 16 | Saint-Céré            | Saint-Céré            | 9 635 (2022)   | 18                      | Autoire, Aynac, Bannes, Frayssinhes, Ladirat, Latouille-Lentillac, Leyme, Loubressac, Mayrinhac-Lentour, Molières, Saignes, Saint-Céré, Saint-Jean-Lagineste, Saint-Jean-Lespinasse, Saint-Laurent-les-Tours, Saint-Médard-de-Presque, Saint-Paul-de-Vern, Saint-Vincent-du-Pendit. |                                  |
| 17 | Souillac              | Souillac              | 9 910 (2022)   | 18                      | Calès, Fajoles, Gignac, Lacave, Lachapelle-Auzac, Lamothe-Fénelon, Lanzac, Le Roc, Loupiac, Masclat, Mayrac, Meyronne, Nadaillac-de-Rouge, Payrac, Pinsac, Reilhaguet, Saint-Sozy, Souillac. |                                  |
|    |                       |                       | 175 620 (2022) | 313                     | |                                  |

### Répartition par arrondissement
Contrairement à l'ancien découpage où chaque canton était inclus à l'intérieur d'un seul arrondissement, le nouveau découpage territorial s'affranchit des limites des arrondissements. Certains cantons peuvent être composés de communes appartenant à des arrondissements différents. Dans le département du Lot, c'est le cas de quatre cantons (Causse et Bouriane, Causse et Vallées, Gramat et Puy-l'Évêque).
Le tableau suivant présente la répartition par arrondissement :
| N° | Canton                | Cahors                 | Figeac                  | Gourdon | Total                   |
| -- | --------------------- | ---------------------- | ----------------------- | ------- | ----------------------- |
| 1  | Cahors-1              | 2 + fraction de Cahors |                         |         | 2 + fraction de Cahors  |
| 2  | Cahors-2              | 3 + fraction de Cahors |                         |         | 3 + fraction de Cahors  |
| 3  | Cahors-3              | 5 + fraction de Cahors |                         |         | 5 + fraction de Cahors  |
| 4  | Causse et Bouriane    | 16                     |                         | 14      | 30                      |
| 5  | Causse et Vallées     | 10                     | 21                      | 13      | 44                      |
| 6  | Cère et Ségala        |                        | 17                      |         | 17                      |
| 7  | Figeac-1              |                        | 11 + fraction de Figeac |         | 11 + fraction de Figeac |
| 8  | Figeac-2              |                        | 13 + fraction de Figeac |         | 13 + fraction de Figeac |
| 9  | Gourdon               |                        |                         | 18      | 18                      |
| 10 | Gramat                |                        | 5                       | 12      | 17                      |
| 11 | Lacapelle-Marival     |                        | 32                      |         | 32                      |
| 12 | Luzech                | 17                     |                         |         | 17                      |
| 13 | Marches du Sud-Quercy | 25                     |                         |         | 25                      |
| 14 | Martel                |                        |                         | 16      | 16                      |
| 15 | Puy-l'Évêque          | 19                     |                         | 6       | 25                      |
| 16 | Saint-Céré            |                        | 18                      |         | 18                      |
| 17 | Souillac              |                        |                         | 18      | 18                      |
|    |                       | 98                     | 118                     | 97      | 313                     |